# David Croft
Pour les articles homonymes, voir Croft.
Pas d'image ? Cliquez ici

a Compétitions nationales et continentales officielles uniquement.

b Matchs officiels uniquement.
Dernière mise à jour le 7 février 2024.
David Croft, né le 22 février 1979 à Brisbane (Australie), est un joueur de rugby à XV qui a joué avec l'équipe d'Australie et qui évolue au poste de troisième ligne aile (1,85  m et pèse 99  kg).  

## Carrière

### En club
David Croft a débuté dans le Super 12 avec les Queensland Reds en 2001. Il prend sa retraite sportive en 2008.

### En équipe nationale
David Croft obtient sa première sélection le 2 novembre 2002 contre l'équipe d'Argentine.
Il dispute un match de la Coupe du monde 2003.
Malgré un talent reconnu, il n'est ensuite jamais rappelé en sélection à cause de la concurrence de joueurs comme George Smith ou Phil Waugh.

## Palmarès

### En équipe nationale
- Deuxième de la coupe du monde 2003
- Nombre de matchs avec l'Australie :  5
- Sélections par année : 4 en 2002, 1 en 2003